# Dysschema obscura
Dysschema obscura är en fjärilsart som beskrevs av Erich Martin Hering 1928. Dysschema obscura ingår i släktet Dysschema och familjen björnspinnare. Inga underarter finns listade i Catalogue of Life.